# Palepoli (manga)
Palepoli (パレポリ) est un recueil de yonkomas créés par Usamaru Furuya, prépubliés dans le magazine Garo entre septembre 1994 et mai 1996 et regroupés par l'éditeur Seirindō en un volume relié sorti en juillet 1996. La version française est éditée par les Éditions IMHO en un volume sorti en septembre 2012. 

## Publication
Après avoir obtenu son diplôme à l'Université des beaux-arts Tama à vingt-quatre ans, Usamaru Furuya reprend son activité de dessinateur en parallèle d'un poste d'enseignant en arts plastiques. Ne se sentant pas capable de fournir un « contenu adapté aux standards des publications mainstream », il démarche la revue avant-gardiste Garo qui publie six mois plus tard ses premières œuvres. Comme il ne maitrise pas encore les techniques de découpage et de narration du manga, il choisit le format yonkoma, passant parfois entre 16 et 18 heures sur la même case. Ceux parus entre septembre 1994 et mai 1996 sont rassemblés en un volume relié publié par l'éditeur Seirindō en juillet 1996  (ISBN 4792602726) sous le titre Palepoli. Le recueil est réédité par Seirindō en 2000 et par Ohta Publishing en 2003.
La version française est éditée par les Éditions IMHO en un volume sorti le 20 septembre 2012  (ISBN 978-2-915517-66-8) et réédité en mars 2020.

## Analyse
Plusieurs critiques ont souligné l'aspect original de ces yonkomas expérimentaux,,. Pour Marius Chapuis, « Palepoli accueille un savoir-faire classique qui aurait goûté à la liberté primale de l’Heta-uma ». Jason Thompson d'Anime News Network décrit l'œuvre comme une « série d'expérimentations sur le style et la forme [...] Elle contient des méta-gags visuels impliquant le médium de la bande dessinée, avec des personnages jouant avec la perspective et les bordures de la case ; des gags stylistiques, copiant le style de manga moe, du vieux gag-manga (rappelant les travaux de Masashi Ueda) ou de la peinture, et une bande dessinée réalisée dans le style d'un labyrinthe. Les techniques de Furuya sont extrêmement détaillées et diversifiées, utilisant des hachures très fines, du pointillisme et des effets de gravure sur bois ».
Lors d'un entretien avec l'artiste, le magazine Atom compare la subversion des « motifs quotidiens et de la pop-culture » avec l'œuvre de Makoto Aida, qu'Usamaru Furuya préfère rattacher à Shintarō Kago, qui « se sert de certaines figures non pas comme des personnages, mais comme d'un prétexte à la construction de certaines situations grotesques ». Furuya invoque l'influence de l'architecture post-moderne, en vogue dans les années 1990, dans sa démarche de « brassage des techniques et des genres ». Il poursuit ce registre expérimental en 2000 avec Plastic Girl, un manga publié dans le magazine culturel japonais Studio Voice dans lequel il utilise des supports tels que le bois, le vitrail ou la pierre.
Selon Actua BD, l'œuvre de Furuya « réinterprète les symboles religieux, artistiques et populaires qui imprègnent notre société », notamment à travers la figure de « Jésus épinglé à un tableau d'insecte ». Pour Roman Rosenbaum, cette « fascination des jeunes garçons pour les insectes symbolise la relation du Japon avec le christianisme et souligne à la fois l'étrangeté et la trivialité de la religion étrangère ». Le critique tempère toutefois l'aspect fantasmatique de cette représentation en citant la préface de Furuya à l'anthologie d'œuvres underground japonaises Secret Comics Japan de l'éditrice Chikao Shiratori, publiée en anglais par VIZ Media en 2000 : « J'ai entendu dire que 80% de l'Amérique est composée de chrétiens anthropocentriques et passionnés qui nient la théorie de l'évolution. Serait-ce une idée fausse de ma part ? », et en conclut qu'il s'agit plus de légitimer la culture japonaise face à ces influences occidentales, tout en en admettant la fascination éprouvée pour la culture étrangère.